# Associação dos Escuteiros de São Tomé e Príncipe
A Associação dos Escuteiros de São Tomé e Príncipe é a organização nacional escotismo de São Tomé e Príncipe.

## História
A organização foi fundada em 1993 e é filiada à Organização Mundial do Movimento Escoteiro (WOSM) desde 2017. Em 1995, a organização tinha 421 membros.